# Josée Lacasse
Josée Lacasse, kanadska alpska smučarka, * 25. oktober 1965, Montreal, Kanada.
Nastopila je na Olimpijskih igrah 1988, kjer je dosegla enajsto mesto v slalomu in šestnajsto v veleslalomu. V svetovnem pokalu je tekmovala pet sezon med letoma 1986 in 1989 ter dosegla eno uvrstitev na stopničke v veleslalomu. V skupnem seštevku svetovnega pokala je bila najvišje na 49. mestu leta 1986.